# 모리오카번
모리오카 번(일본어: 盛岡藩 모리오카한[*])은 일본 이와테현 중북부에서 아오모리현 동부에 걸친 지역에 위치해 있던 에도 시대의 번이다. 일반적으로는 난부 번(南部藩)으로도 불린다. 번주 가문은 난부씨이며, 거성은 모리오카 성이다. 가격은 도자마 다이묘이며, 고쿠다카는 처음에는 10만 석이었다가, 막말에는 20만 석으로 재책정되었다.
하치노헤번이 여기서 갈라져 나왔으며, 지번으로는 시치노헤번(모리오카 신덴 번)이 있다.

## 번의 역사
가이국에서 번성했던 가이 겐지(甲斐源氏)의 계보를 잇는 난부씨는 가마쿠라 시대 초기에 오슈 후지와라씨 정벌 때의 공으로 지금의 하치노헤에 상륙하여, 난부정 아이우치(相内)에 자리를 잡았다. 그 후 오슈 난부씨 최초의 성인 헤라사키 성을 세웠고, 나중에 산노헤성을 쌓아 이전하였다.
1590년, 난부 노부나오가 도요토미 히데요시의 오다와라 정벌에 참전하여, 영지 소유를 인정받고 10개 군(이와테, 히에누키, 와가, 시와, 가즈노, 기타, 니노헤, 헤이, 구노헤, 산노헤)에 이르는 판도를 확보하였고, 1600년에는 난부 도시나오가 도쿠가와 이에야스로부터도 영지를 확정받아 공식 고쿠다카 10만 석의 다이묘가 되었다. 이때의 10군은 지금의 이와테현, 아오모리현, 아키타현에 걸쳐 있으며, 그중 하치노헤 지역과 번청이 있던 모리오카 지역이 번성하였다. 거점은 산노헤 성에서 구노헤 성, 임시 거처였던 고리야마 성을 거쳐 모리오카 성으로 옮겨갔다.
1664년, 2대 번주 난부 시게나오가 에도 막부의 4대 쇼군 도쿠가와 이에쓰나에게 후계자 문자와 가문 존속을 사전에 부탁하고 에도에서 사망하였는데, 시게나오가 쇼군에게 부탁한 내용을 알지 못한 번 내부는 그 문제들을 둘러싸고 불안한 상태가 되었다. 마침내 이에쓰나는 중재에 나서 모리오카 번에서 2만 석을 삭감하고 시게나오의 배다른 형제 시치노헤 시게노부에게 가문을 잇게 했으며, 삭감한 하치노헤 2만 석 영지는 또다른 이모제 나카사토 나오요시에게 주어 가문을 일으키게 하여, 사실상의 분할 상속을 시행했다. 3대 번주가 된 시게노부는 1683년에 개간을 통한 고쿠다카 상승을 막부에 알려 고쿠다카 재조정을 신청했고, 모리오카 번의 영지는 다시 10만 석으로 돌아오게 되었다.
1808년에는 막부로부터 영지 증가 없이 기존 영지의 고쿠다카 재평가를 받아 20만 석이 되어, 번의 품격은 높아지게 되었으나 실수입은 전혀 늘지 않았고, 게다가 에조치 경비에 참여하게 되는 등 더 많은 병력 동원의 의무를 지게 되었다. 이로 인해 모리오카 번의 재정은 만성적인 적자 상태를 면치 못하였고, 니토베 쓰토우(新渡戸傳)의 노력으로 개선되기 전까지는 파탄 직전에 놓여 있었다. 1819년에는 하타모토 5천 석인 난부 노부치카에게 6천 석을 추가 지급하여 지번 시치노헤번을 세웠다.
1868년, 보신 전쟁 당시 오우에쓰 열번동맹에 가입하여 메이지 신정부에 저항하였고, 이 때문에 기존 영지를 몰수당하고 대신 센다이번으로부터 몰수된 시로이시성 일대의 13만 석 영지로 이봉되었다. 이 때문에 모리오카 번은 시로이시 번이라는 명칭으로 불리기도 하였다. 벌금 70만 냥을 정부에 낸다는 조건으로 번은 반년 뒤에 다시 모리오카 13만 석 영지로 돌아왔다. 하지만 재정적으로 곤란을 겪고 있었던 번은 결국에는 1870년, 폐번치현보다 앞서서 번 폐지를 요청하였고 영지는 모리오카 현이 되었다. 이후 영지의 대부분은 이와테현에 소속되었다.

## 역대 번주
1. 난부 도시나오(南部利直) 재위 1599년 ~ 1632년
2. 난부 시게나오(南部重直) 재위 1632년 ~ 1664년
3. 난부 시게노부(南部重信) 재위 1664년 ~ 1692년
4. 난부 유키노부(南部行信) 재위 1692년 ~ 1702년
5. 난부 노부오키(南部信恩) 재위 1702년 ~ 1707년
6. 난부 도시모토(南部利幹) 재위 1707년 ~ 1725년
7. 난부 도시미(南部利視) 재위 1725년 ~ 1752년
8. 난부 도시카쓰(南部利雄) 재위 1752년 ~ 1779년
9. 난부 도시마사(南部利正) 재위 1780년 ~ 1784년
10. 난부 도시타카(南部利敬) 재위 1784년 ~ 1820년
11. 난부 도시모치(南部利用) 재위 1820년 ~ 1821년
난부 도시모치(南部利用) 재위 1821년 ~ 1825년
12. 난부 도시타다(南部利済) 재위 1825년 ~ 1847년
13. 난부 도시토모(南部利義) 재위 1847년 ~ 1848년
14. 난부 도시히사(南部利剛) 재위 1848년 ~ 1868년
15. 난부 도시유키(南部利恭) 재위 1868년 ~ 1870년

## 기근
예부터 이 지방은 기근이 매우 잦아 그 때마다 많은 사람들이 아사하였다. 특히 1600년부터 모리오카번이 폐번치현된 1870년(메이지 3년)까지 270년간 기근이 계속 이어졌다. 그 사이 기록에 남은 것만도 농사를 짓지 못한 부작(不作)이 28회, 흉작 36회, 대흉작 16회, 수해가 5회에 달한다.
특히 연안부에서는 야마세라 불리는 냉풍에 의한 피해가 심했으며, 1783~1787년에 걸쳐 일어난 전국적인 대기근에는 수확을 전혀 내지 못하는 참상이 발생하기도 하였다. 또 번경영을 순조롭게 해나가기 위한 비축이 부족했을 뿐만 아니라 농지도 농작물도 없는 상태에 빠져 죽는자가 더욱 증가하였다.
이러한 기근으로 인해 모리오카 번에서는 잇키(一揆)가 많이 발생하였는데 기록에 남은 것만도 133회로, 에도 시대 잇키가 가장 많이 발생하는 번이었다. 대흉작과 에조치(蝦夷地)로의 출병에 따른 재정 부담, 무리한 중과세 등이 잇키의 중요한 원인이 되었다. 게다가 농민들은 이런 원인으로 발생한 빈곤에서 벗어나기 위해 위조 화폐(위금)를 주조하였으나 번측은 원인이 된 문제는 방치하고 위조화폐의 제조, 사용자들만을 엄중히 처벌했다. 이에 그때까지 어떻게든 위금으로 생계를 이어왔던 농민들은 1만인 규모의 잇키를 일으켜 성공하였다고 한다.

## 에조치와의 관계
에도 막부가 성립되자 도쿠가와 이에야스는 아이누인들이 자유로이 왕래할 수 있게 하는 흑인장(黑印狀)을 발행하였다. 그래서 17세기에는 모리오카 번 내의 아이누인들이 쓰가루반도를 자유로이 왕래하였고, 번 내에 공식적으로 에비스 마을이 있었으며, 그 외에도 비공식적인 교역 거점들이 존재했다. 도호쿠 지방의 아이누는 일본인들과 접촉하면서 그 풍속을 몸에 익혔고, 반대로 일본인들 사이에서도 아이누의 풍속이 보급되어, 일상 생활에서는 아이누와 아이누가 아닌 것의 구분이 모호해졌다. 이런 상황 속에서 모리오카 번은 아이누를 중개로 한 북방 무역에 참여하고 있었다. 1668년, 아이누 족장 샤쿠샤인이 거병하였을 때 모리오카 번은 막부의 명에 따라 출병하여 아이누 봉기의 진압에 참여한 바 있다.
18세기에는 모리오카 번의 히다야(飛騨屋) 상단이 에조치에서의 목재업, 나중에는 어업에 진출했다. 히다야에는 시모키타반도와 미야코 주변으로부터 온 임노동자들이 모여 일을 하였고 에조치의 아이누들 또한 고용되었는데, 히다야는 아이누들을 혹사시키면서 막대한 이익을 거둬들였다. 아이누 노동자들은 히다야의 착취와 비인간적 대우에 반발하여 봉기를 일으켰다. 구나시리 메나시 봉기라 불리는 이 봉기는 마쓰마에번이 진압에 성공하였는데, 이때 일본인 임노동자들 중 일부는 또다른 아이누 세력에 의해 보호받다가 모리오카 번에 인도되었다.
1799년, 쿠릴 열도로 진출해오는 러시아에 대항하기 위해 막부는 에조치를 직할령화하였다. 이때 막부는 에조치의 경영과 경비를 명목으로 하여 도호쿠 지방의 각 번들에게 출병을 요구하였고, 모리오카 번은 이때 지금의 오시마 지청, 이부리 지청과 이투루프 섬 지역을 담당하였다. 번 병력은 니콜라이 레자노프의 부하에 의한 이투루프 섬 공격 당시 정면으로 맞서 싸운 바 있으며, 그 후에도 대(對)러시아 경비의 최전선에 서서 바실리 골로닌을 체포하기도 하였다. 원래 막부의 명령에 따라 하코다테에 진야를 건설하고 경비를 담당하고 있었으나 니토베 쓰토우의 건의에 따라 1857년에 무로란으로 옮겨갔다. 모리오카 번 세력은 1868년 보신 전쟁 때에 즈음하여 에조치로부터 퇴거하였다.

## 철기 생산
지금도 ‘난부 철기’의 쇠주전자 등은 유명한데, 그 역사는 17세기 중반으로 거슬러 올라가, 상술한 난부 시게나오가 고슈(甲州)에서 스즈키 누이도노(鈴木縫殿)를 주물사로, 도쿄로부터 고이즈미 고로시치(小泉五郎七)를 솥장이로 불러 맡긴 것이 그 시작이었다.
또 하치노헤 번령의 구노헤 군에도 충분한 산출량의 사철을 이용한 철기가 있어, 모리오카번에 나돌던 위금의 제조는 이 지방을 중심으로 하였다고 한다. 하지만 악화가 양화를 구축하고 이후 번찰의 혼란을 야기해 급격히 물가가 높아져 잇키의 원인이 되기도 하였다.